# Psicostoria (fantascienza)
(Isaac Asimov)
La psicostoria (o psicostoriografia, a seconda della traduzione) è una scienza immaginaria, presente nei libri del ciclo della Fondazione di Isaac Asimov, in grado di prevedere l'evoluzione della società umana. Ha notevoli parentele con la reale teoria dei giochi.

## Descrizione
(Bayta Darell, Fondazione e Impero, cap. 11)
Inventata da Hari Seldon, la psicostoria tramite metodi matematici e statistici è in grado di prevedere, sia pure solo a livello probabilistico, l'evoluzione futura di una determinata società, a condizione che:
1. essa comprenda un numero particolarmente elevato di intelligenze umane, dell'ordine minimo di un centinaio di miliardi;
2. almeno il 99% di questa collettività non sia al corrente delle predizioni della psicostoria;
3. non esistano all'interno di tale raggruppamento significative intelligenze non umane (non solo in senso quantitativo, ma anche qualitativo), come alieni, robot o individui mutanti (infatti la psicostoria è applicabile solo ai comportamenti degli esseri umani, per cui le reazioni di esseri diversi, come gli alieni, le risulterebbero del tutto imprevedibili)[2]
4. non avvenga fra il momento in cui la previsione viene stipulata e il momento in cui dovrebbe avverarsi una sostanziale e imprevedibile modifica nella società umana (per esempio grandi progressi tecnologici non prevedibili o previsti ma considerati tanto poco probabili da sembrare impossibili)

La psicostoria, sebbene sostenga che sia ininfluente, in linea di massima, l'agire del singolo essere umano sul comportamento e le tendenze complessive di una intera società, mostra anche chiaramente che l'operato di alcuni particolari singoli è invece importantissimo durante certi momenti critici dell'evoluzione storica (detti Crisi Seldon) in cui una società è ad un crocevia fra più cammini evolutivi possibili.
La psicostoria non può essere applicata su di un singolo individuo.
Nei romanzi di Asimov, questa scienza viene sviluppata dal matematico Hari Seldon sotto la spinta di R. Daneel Olivaw: quest'ultimo intuisce l'imminente crollo dell'Impero Galattico ma, essendo un robot - ed essendo quindi costretto all'obbedienza alle Tre Leggi (più la Legge Zero) - non può agire se non in un modo estremamente limitato, perché bloccato da infinite sovrapposizioni di potenziali danni e vantaggi per gli esseri umani. La storia è narrata nel romanzo Fondazione anno zero e Preludio alla fondazione.
Grazie allo studio della psicostoria, nelle opere asimoviane connesse a tale tema, era possibile intervenire per accelerare i processi di sviluppo della società e fare in modo che dei fenomeni potessero avvenire in un tempo minore, oppure individuare e correggere eventuali percorsi economici e politici che potrebbero danneggiare la stessa società. In questo modo tale scienza non prevedeva solo eventi futuri, ma poteva intervenire su di essi. Era per questo motivo che Seldon si applicò per creare la Fondazione.
Il fatto che l'esperienza comune contraddica l'ipotesi di poter analizzare, prevedere ed indirizzare l'evoluzione storica nei termini di una scienza esatta è indirettamente giustificato dall'accenno dell'autore al fatto che la psicostoria sarebbe pienamente applicabile unicamente a gruppi umani eccedenti i cento miliardi di individui, così da salvaguardare la plausibilità fantastica dell'intreccio (che si svolge su scala galattica). Non viene invece affrontato da Asimov il paradosso inerente al fatto che gli "psicostoriografi" che pretendano di orientare la storia futura facciano a loro volta parte dell'evoluzione storica che cercano di influenzare, così che l'intervento medesimo si ritrovi in linea di principio ad essere o irrilevante o predeterminato o entrambe le cose.
L'idea della psicostoria, in una versione non ancora matura, è presente già in un racconto di Asimov del 1940, intitolato Homo Sol, in cui uno psicologo rigeliano scopriva che gruppi numerosi di esseri umani hanno comportamenti prevedibili e influenzabili, contrariamente a tutte le altre specie della galassia.
Anche nel romanzo I robot dell'alba, ambientato molti secoli prima dei romanzi del ciclo della fondazione, il dottor Han Fastolfe, in parte condizionato da Giskard, asserisce di nutrire l'intimo desiderio di fondare una scienza esatta che descrivesse il comportamento su larga scala dell'umanità, e di pensare di chiamarla Psicostoria. Ma - come è possibile leggere in I robot e l'Impero - morirà due secoli più tardi, senza aver potuto realizzare il suo desiderio.